# C. Bechstein

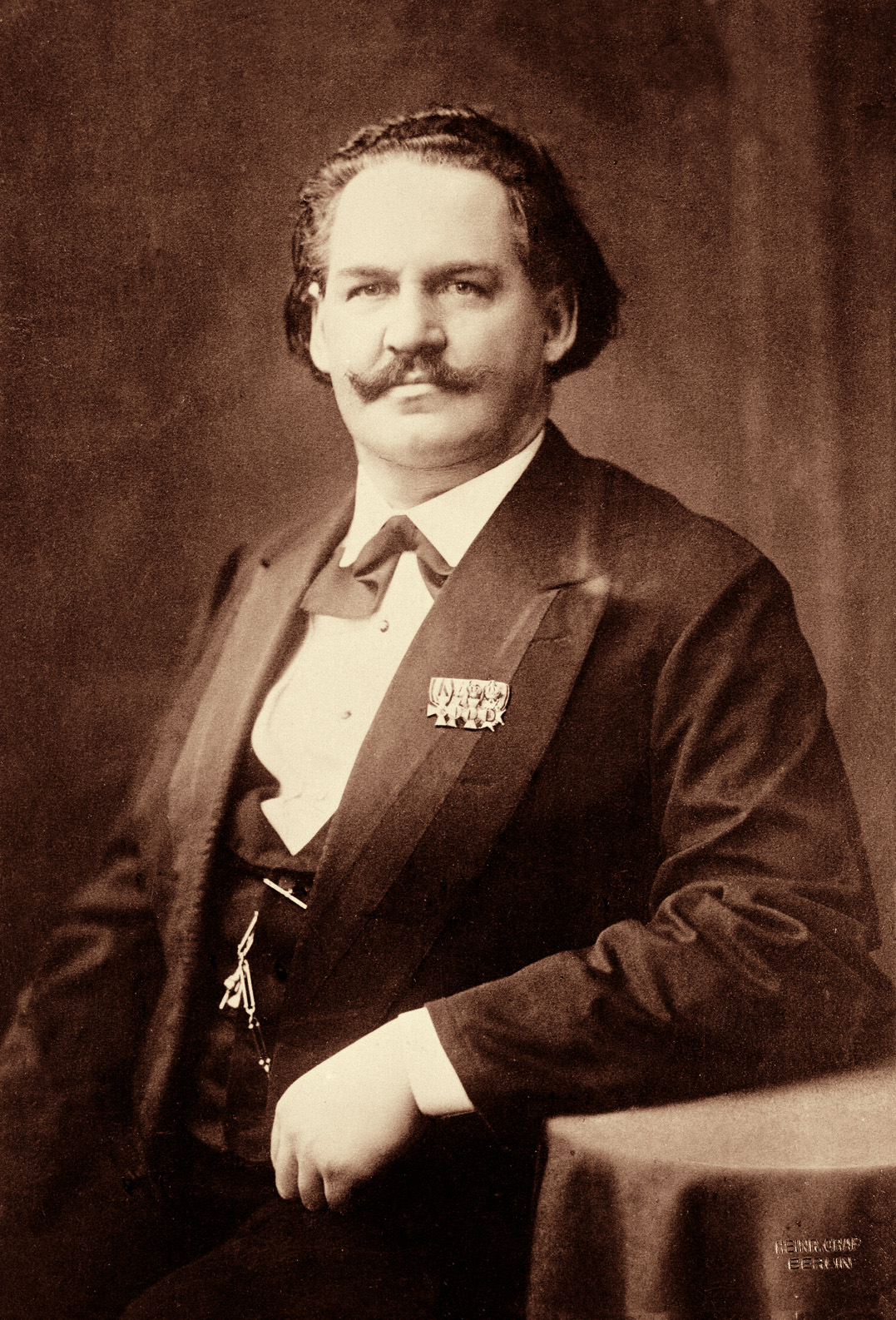
Carl Bechstein.

C. Bechstein (Fullständigt namn på tyska: ”C. Bechstein Pianoforte Aktiengesellschaft”) är en tysk piano- och flygeltillverkare. Företaget grundades 1853 av Carl Bechstein. De har bland annat producerat Neo-Bechstein-flygeln, som var världens första elektriska flygel.

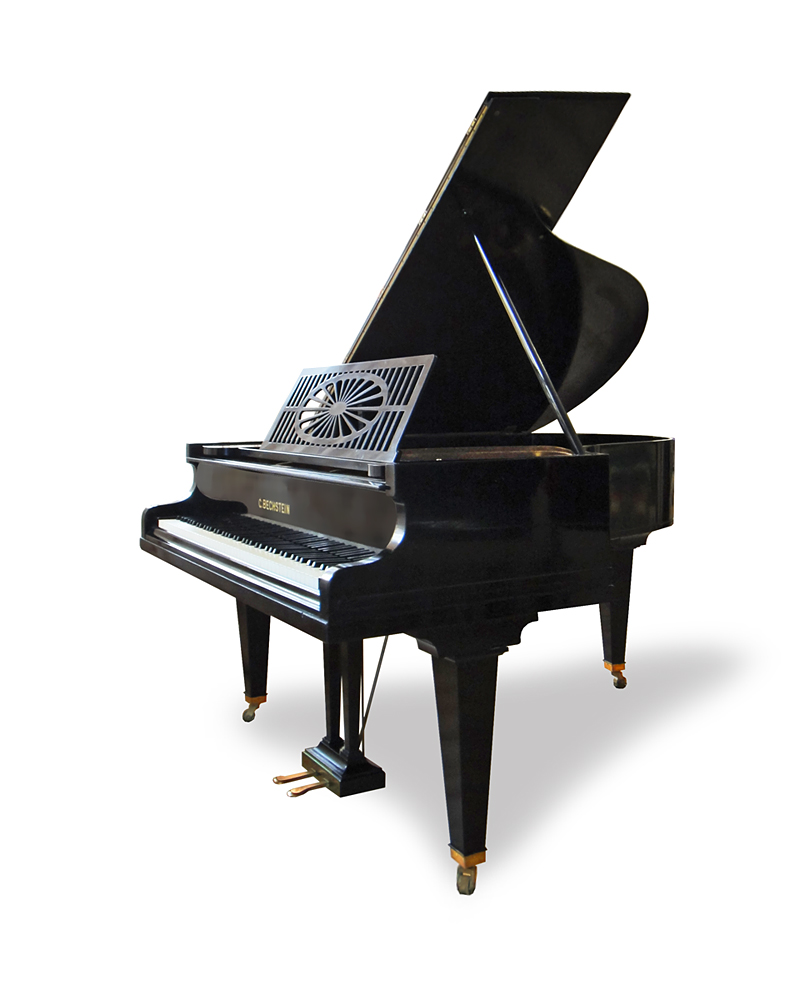
C. Bechstein-flygel